# Hypatima rhomboidella
Hypatima rhomboidella és una espècie de lepidòpter ditrisi de la família dels gelèquids (Gelechiidae). Viu a gran part d'Europa, excepte a la península Ibèrica i la majoria de la Península Balcànica. Té una envergadura d'uns 18 mm, i els adults volen entre finals de juliol i setembre. Les larves s'alimenten de bedoll i avellaner.